# Pachydactylus monicae
Pachydactylus monicae är en ödleart som beskrevs av  Rudolf Bauer LAMB och BRANCH 2006. Pachydactylus monicae ingår i släktet Pachydactylus och familjen geckoödlor. Inga underarter finns listade i Catalogue of Life.